# 松平正容
松平 正容（まつだいら まさかた）は、江戸時代前期から中期にかけての大名。陸奥国会津藩3代藩主。官位は正四位下・左近衛権中将。会津松平家第3代。徳川家康の曾孫。

## 生涯
保科正之の六男として誕生。延宝8年（1680年）、異母兄・正経に子がいなかったため、その養嗣子となる。天和元年（1681年）に正経の隠居に伴い家督を相続する。初め保科正信（ほしな まさのぶ）を名乗り、のち諱を正容と改める。元禄9年（1696年）、松平姓と三つ葉葵の紋の永代使用を許され、名実ともに徳川一門（御家門）として遇されることになる。
藩主在職中に死去した。長男・正邦、三男・正甫が先だって死去したため、家督は八男の容貞が継いだ。
吉川惟足の弟子で、惟足の子と父の神式での葬儀を行った坂本義邵を会津藩士として召抱え、その指導の下で徳川吉宗の理髪を行ったという。

## 経歴
- 1678年（延宝6年）：将軍家初見、帝鑑間詰めとなる。
- 1680年（延宝8年）：保科正経の養子となる。
- 1681年（天和元年）：家督相続
- 1696年（元禄9年）：松平姓、葵紋所許される（12月9日）

## 官歴
- 1681年（天和元年）：従四位下侍従兼肥後守に叙任
- 1687年（貞享4年）：左近衛権少将
- 1712年（正徳2年）：正四位下左近衛権中将に叙任

## 系譜
父母
- 保科正之（実父）
- 栄寿院 ー 沖氏、側室（実母）
- 保科正経（養父）

正室、継室
- 竹姫、艶陽院 ー 阿部正武の娘（正室）
- 栄光院、祐 ー 横山常定の娘（継室）

側室
- 智現院、もん ー 榎本遺倫の娘
- 量寿院、吉 ー 小林義昌の娘
- れつ、珊瑚院 ー 篠沢秀全の娘
- 本妙院、伊知/市→美崎 ー 塩見平右衛門行重の娘
- 佐久、唯心院 ー 外嶋定重の娘

子女
- 松平正邦（長男）生母は智現院（側室）
- 沖春之助[1]（次男）生母は智現院（側室）
- 元姫（長女。1695年 - 1697年）生母は栄光院（正室）
- 松平正甫（三男）生母は栄光院（正室）
- 松平栄之丞（四男。1699年 - 1700年）生母は栄光院（正室）
- 順姫（次女）生母は栄光院（正室）
- 松平正房（五男）生母は量寿院（側室）
- 松平万吉（六男）生母は珊瑚院（側室）
- 養姫（三女） ー 松平定喬の婚約者、生母は珊瑚院（側室）
- 松平政五郎（七男）生母は珊瑚院（側室）
- 松平容貞（八男）生母は本妙院（側室）
- 常姫、梅園院（四女） ー 前田宗辰正室、生母は唯心院（側室）
- 松平容章（九男。1725年 - 1786年）生母は唯心院（側室）

栄光院（ゆらの方）はもとは側室であり、継室に上げられた。
正容は側室を家臣に下げ渡す、いわゆる拝領妻が多かった。継室となった栄光院の権勢をはばかってのことといわれる。容貞の母、本妙院（伊知、塩見氏）は、14歳で側室となり、翌年容貞を出産した。16歳で家臣・笹原忠一に下げ渡され、娘も生まれたが、容貞が兄たちの早世により嫡子となったため、強制的に離縁となった。当初離縁を拒否した笹原家は処分を受け、また本妙院は23歳で病没した。このことが『拝領妻始末』の題材となっている。